# Ruellia grantii
Ruellia grantii är en akantusväxtart som beskrevs av Emery Clarence Leonard. Ruellia grantii ingår i släktet Ruellia och familjen akantusväxter. Inga underarter finns listade i Catalogue of Life.